# Высокое (Никопольский район)
Высо́кое (укр. Високе) — село,
Новоивановский сельский совет,
Никопольский район,
Днепропетровская область,
Украина.
Код КОАТУУ — 1222984302. Население по переписи 2001 года составляло 267 человек.

## Географическое положение
Село Высокое находится в 2,5 км от села Лукиевка и в 3,5 км от села Новоивановка.
По селу протекает пересыхающий ручей с запрудой.